# Wiatko
Wiatko (ros. Вятко) – według Powieści minionych lat protoplasta i eponim plemienia Wiatyczów. 
Powszechnie przyjmuje się, że Wiatko nie jest postacią historyczną, a jedynie wymyśloną przez kronikarza.
Według „Powieści minionych lat” Wiatko i jego brat Radym pochodzili z plemienia Lachów. Wraz ze swoim rodem osiedli nad rzeką Oką, dając początek plemieniu Wiatyczów.